# Château d'Écoyeux
Le château d'Écoyeux est également connu sous le nom de château de Polignac.
Il s'agit du château neuf du XVIIe siècle, alors que le château vieux est l'actuelle mairie à Écoyeux en Charente-Maritime.

## Historique
Construit par Louis de Polignac, seigneur d'Écoyeux au début du  XVIIe siècle comme l'attestent des marchés de construction passés en 1614.
Le château n'a jamais été achevé et seule une moitié du corps de logis prévu a été construit.
Il n'a pas été habité par ses propriétaires successifs.
Il est vendu le 22 fructidor de l'an XII au baron d'Authon, son fils s'y installe en 1835 et fait quelques travaux, mais ce n'est qu'en 1952 que le nouveau propriétaire commence son sauvetage.
Il a été inscrit monument historique le 27 octobre 1971.

## Architecture
Du XVIIe siècle il reste la tour polygonale d'escalier et une travée.
Le corps de logis est à deux niveaux, percé de fenêtres à fronton triangulaire, couvert d'un toit de tuiles.
La tour polygonale à cinq pans, d'un genre très rare, est couverte d'un haut toit d'ardoises.

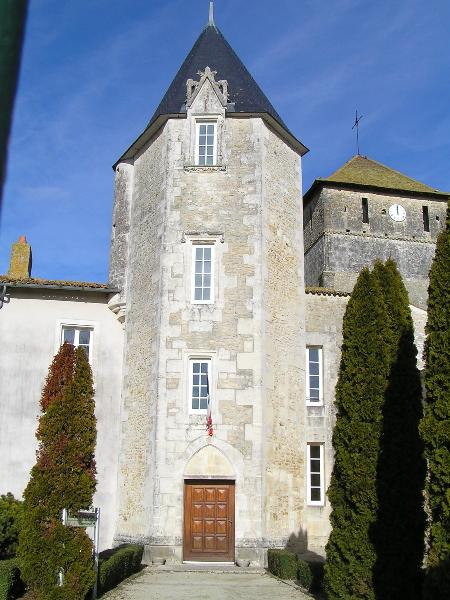
le château vieux

Le jardin du château des Princes de Polignac est inscrit au pré-inventaire des jardins remarquables